# Lipovce
Lipovce (maďarsky Szinyelipóc) jsou obec na Slovensku v okrese Prešov. Žije zde 501 obyvatel.
Obec Lipovce leží v Lipoveckém údolí na rozhraní dvou pohoří – Braniska a Bachurně. Vysoké přírodní hodnoty potvrzuje i chráněná přírodní oblast Salvátorské lúky s plnírnou stolní minerální vody Salvator. Obec je vzdálena 30 km od Prešova a má více než 500 obyvatel. Nadmořská výška ve středu obce je 585 m n. m. Známá je i tím, že v jejím katastru leží chráněné území evropského významu Kamenná Baba, jehož rozloha je asi 340 hektarů. 

## Místní části
- Lipovce
- Lačnov

## Historie
Vznik obce Lipovce se předpokládá již v 13. století. V historii se však poprvé vzpomíná až v roce 1320 pod názvem Lypouch v souvislosti s rozdělením dědičných majetků šlechtice Mikuláše ze Svinie. Majetkovou součástí tohoto panství zůstala nepřetržitě i v 14.–16. století, až na krátké období kolem roku 1427, kdy patřila Dětřichovi z Brezovice. Začátkem 13. století postavili v katastru obce královský hrad, který Ondřej II. daroval Kecerovcům. Zbourán byl koncem kuruckých válek (1591). Obec v roce 1600 sestávala z 25 obydlených poddanských domů, mlýna, pivovaru, kostela, fary a školy. Koncem 16. století byly Lipovce středně velkou vesnicí s téměř výlučně poddanským obyvatelstvem. Názvy obce: 1320 Lypouch, 1773 Lipowecz, 1786 Lipowce. V letech 1920 až 1927 se používal název Lipovec.
V roce 1991 byl k obci přičleněn Lačnov.

## Poloha a charakteristika
Poloha obce je v údolí potoka Lipovec, který je přirozenou hranicí Šarišské vrchoviny a Braniska. Obec se řadí mezi typické podhorské obce se zaměřením na zemědělství, se zvýšeným chovem dobytka a těžbou dřeva. Vedle zemědělství se zde vyráběly šindele, latě, okapové roury a pálilo se dřevěné uhlí. Povoznictví ve větší míře sloužilo na odvoz dřeva a minerální vody Salvator. V obci se nachází Základní škola, která slouží obci Lipovce (včetně Lačnova),  a obci Šindliar. Je zde  původně gotický katolický kostel, který byl v roce 1663 přestavěn na renesanční. V roce 1882 byla k němu přistavěna svatyně. V obci je zřízen pamětní pokoj věnovaný ThDr. Jánovi Andraščíkovi, který svou literární činností a širokým záběrem na poli hospodářského, sociálního, kulturního a národního povznesení prostého lidu si právem zaslouží, aby jeho světlá památka byla i v jeho rodišti oživená.
Pamětní pokoj nezapomíná ani na přírodní zvláštnosti, kterými obec Lipovce ve svém okolí oplývá. Nejvýznamnější jsou Přírodní rezervace Kamenná Baba a světoznámý pramen minerální vody Salvator. S krásou bizarních útvarů skal rezervace soupeří i vegetace s řadou vzácných druhů zákonem chráněných rostlin.
Celá oblast je rájem pro milovníky přírody, turistiky a sportu.

## Kultura a zajímavosti

### Hudba
- Folklorní skupina Bučianka

## Významné osobnosti
- Ján Andraščík (6. srpna 1799 – 24. prosince 1853), spisovatel a národní buditel